# Alta Renascença
A Alta Renascença, Alto Renascimento ou Alto Renascentismo representa, na história da arte, o ponto culminante da arte da Renascença italiana entre 1450 e 1527. Devido ao Papa Júlio II ter patrocinado muitos artistas durante este tempo, o movimento foi centrado em Roma, que anteriormente tinha sido organizado em Florença. O artista Leonardo da Vinci é um bom exemplo de artista renascentista.

## História

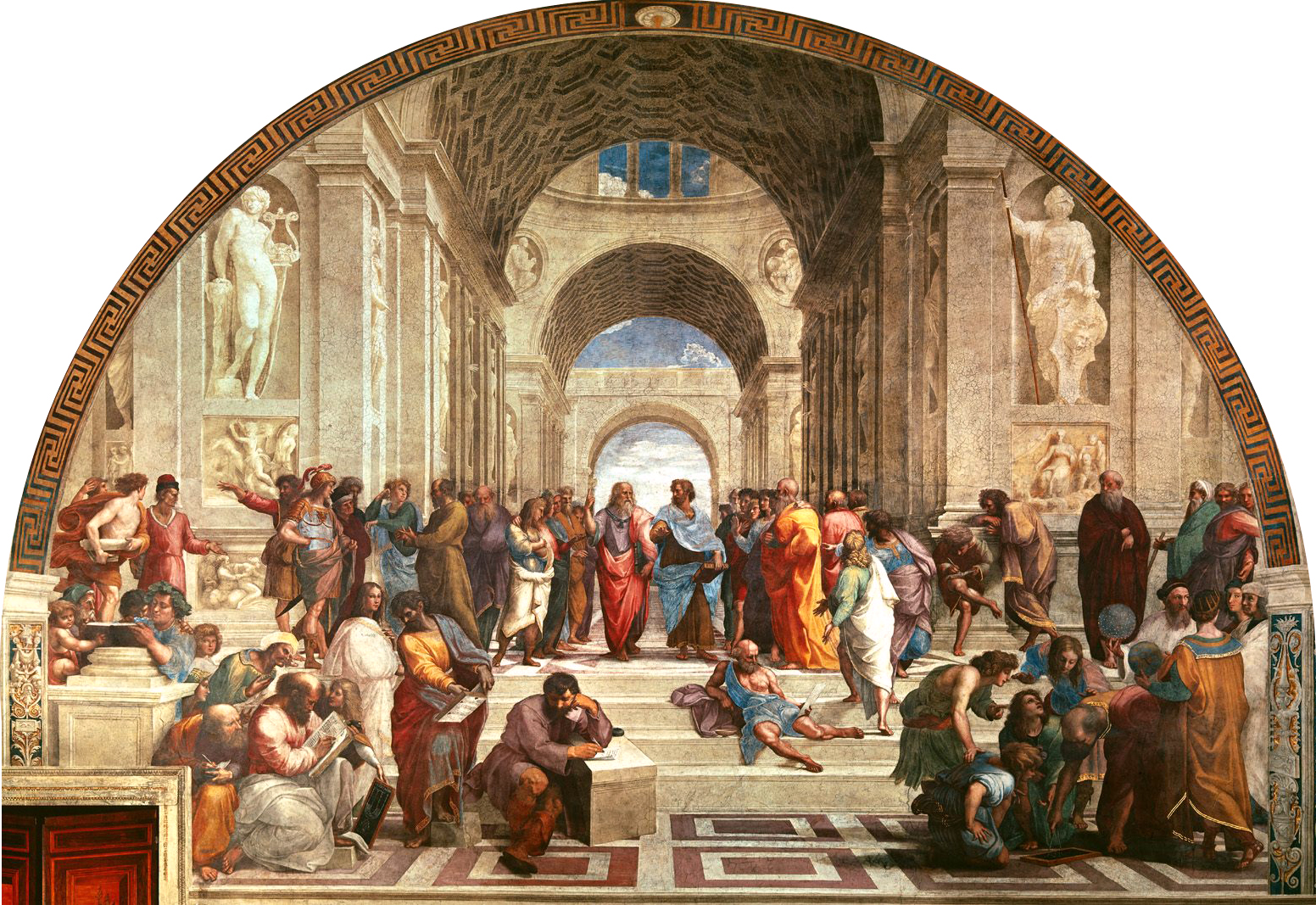
Escola de Atenas, afresco de Rafael (1509-1511).

A Alta Renascença é geralmente apontada em ter surgido no final da década de 1490, quando Leonardo da Vinci terminou o quadro A Última Ceia, em Milão. As pinturas no Vaticano, por Michelangelo e Rafael Sanzio, representam o ponto culminante do estilo na pintura. O estilo foi introduzido na arquitetura por Donato Bramante, que em 1502 construiu o Tempietto, com suas proporções majestosas, significando o ressurgimento em grande escala da arquitetura romana antiga. As esculturas Alta renascentistas, como exemplificadas pela Pietà e o David, de Michelangelo, são caracterizadas pelo equilíbrio ideal entre estática e movimento. O clima tranquilo e cores luminosas de Giorgione e Ticiano exemplificam a Alta Renascença em Veneza.
A Alta Renascença é vista por muitos, como a maior explosão do gênio criativo da história. Mesmo os pintores que tiveram relativamente, menor atividade durante o período, como Fra Bartolomeo e Albertinelli Mariotto, eles produziram obras notáveis pela sua perfeita harmonia e controle dos meios de pintura. As proporções e poses exageradas nas últimas obras de Michelangelo, Andrea del Sarto e Antonio da Correggio prefiguram o Maneirismo nascente, como o Renascimento é conhecido na história da arte. A morte de Rafael em 1520 e o saque de Roma em 1527 significaram o fim da Alta Renascença.

## Estilos

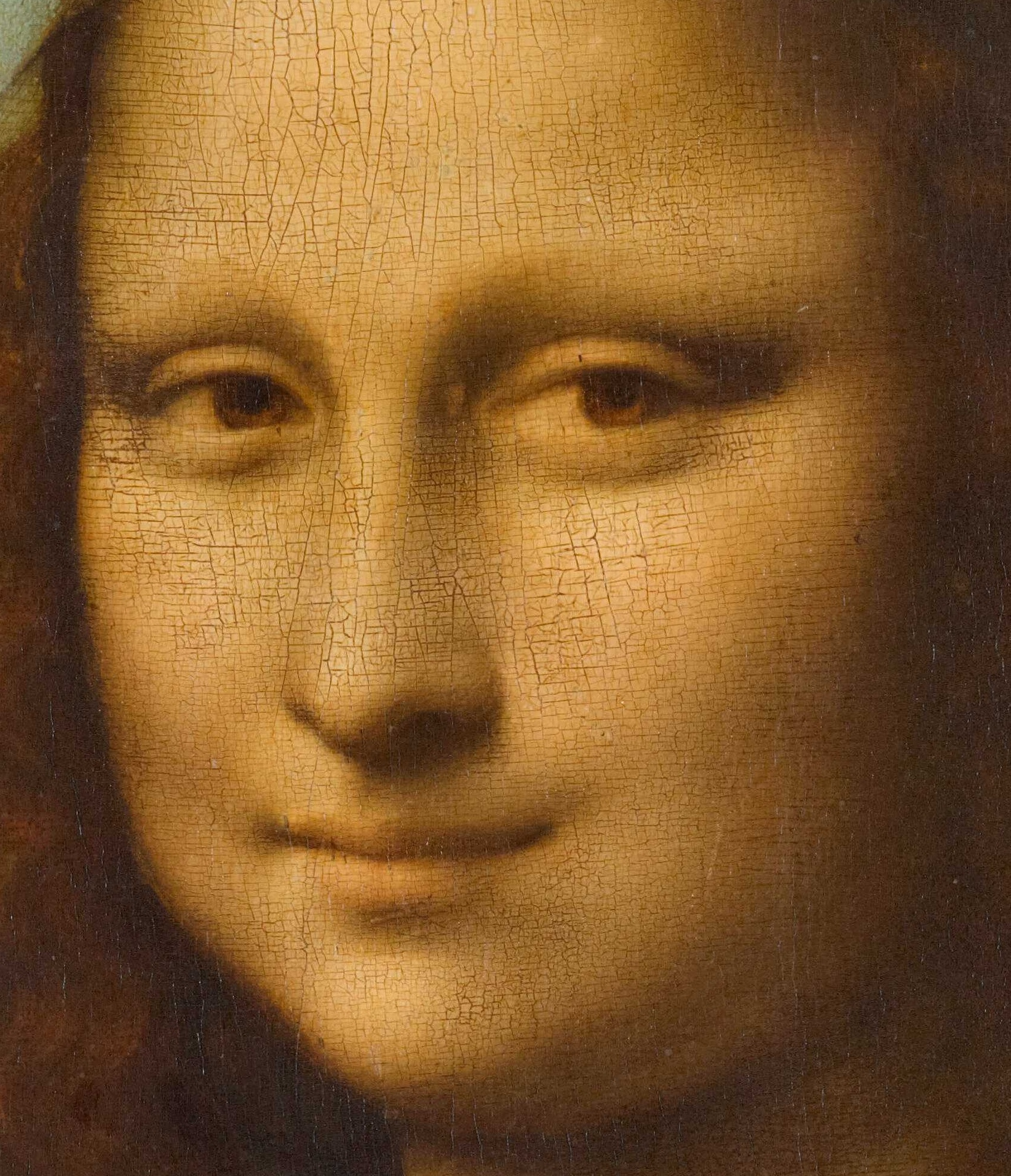
Mona Lisa.

As esculturas da Alta Renascença eram normalmente encomendadas pelo público e o Estado – que tornou se mais popular, pois é uma arte cara. As esculturas foram muitas vezes usadas para decorar ou embelezar a arquitetura, normalmente dentro de pátios onde os outros foram capazes de estudar e admirar a obra de arte encomendada. Indivíduos ricos, como cardeais, os governantes e banqueiros eram os mais prováveis patrocinadores privados, juntamente com famílias muito ricas. O Papa Júlio II também patrocinou vários artistas. Durante a Alta Renascença, houve o desenvolvimento de estatuetas de pequena escala para clientes particulares, a criação de bustos e túmulos também esteve em desenvolvimento. O assunto ou motivo relacionado à escultura é principalmente religioso, mas com uma vertente significativa de indivíduos clássicos, sob a forma de esculturas tumulares e pinturas, bem como limites de.